# Jean Fernel

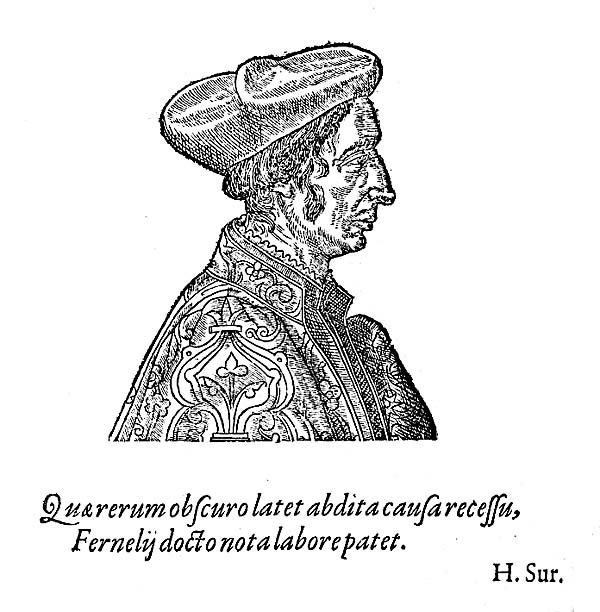
Jean Fernel (aus seinem Werk Universa medicina)

Jean François Fernel und latinisiert auch Joannes Fernelius (Ambianus) (* um 1497 in Montdidier (Somme), Frankreich; † 1558 in Fontainebleau), gelegentlich auch Fernell geschrieben, war ein französischer Mediziner, Arzt und Naturforscher. Er führte die Begriffe Physiologie sowie Pathologie ein und beschrieb erstmals das Rückenmark.

## Leben
Zunächst hatte Jean Fernel Astronomie und Mathematik studiert. 1525 führte er nördlich von Paris eine Gradmessung zur Bestimmung des Erdumfangs durch. Nach seiner Darstellung in der Cosmotheoria bestimmte er dazu die Polhöhe von Paris mit einem in einem Dreieck drehbar gelagerten Holzstab, fuhr so lange nach Norden, bis die Polhöhe nach seiner Beobachtung um 1° zugenommen hatte, zählte auf dem Rückweg (nach einem gewissen Abzug für die ungerade und unebene Straße) 17024 Radumdrehungen seiner Kutsche und ermittelte damit 56.746 Toises bzw. 110.598 m für den Meridianbogen von 1°.
Im Jahr 1529 begann Fernel das Studium der Medizin, woneben er auch Philosophie, Grammatik und Rhetorik studierte, und 1532 wurde er in Paris promoviert.
Nachdem Fernel 1534 zum Professor ernannt worden und eine ärztliche Praxis eröffnet hatte, wurde er zudem Leibarzt von Heinrich II. und Katharina de Medici. In einer Publikation des Jahres 1554 erwähnte Fernel Erkrankungen der Bauchspeicheldrüse, darunter sogenannte Scirrhi (Befund bei chronischer Pankreatitis oder bei Bauchspeicheldrüsenkrebs). Im Gegensatz zur landläufigen und zum Teil noch ärztlichen Meinung seiner Zeit, sah er die Epilepsie nicht als ansteckend an.
Fernel schlug erstmals eine Gliederung der Medizin in Physiologie, Pathologie und Therapie vor. Er sagte, dass der Arzt die Anatomie kennen müsse wie der Historiker den geographischen Schauplatz.
Der Mondkrater Fernelius wurde 1935 nach ihm benannt.
Er verlor seine Frau im Jahre 1556 und starb zwei Jahre später an einer Lebererkrankung; sein Grab war bei der Saint-Jacques-de-la-Boucherie.

## Schriften
- Monalosphaerium, 1526
- De proportionibus, 1528

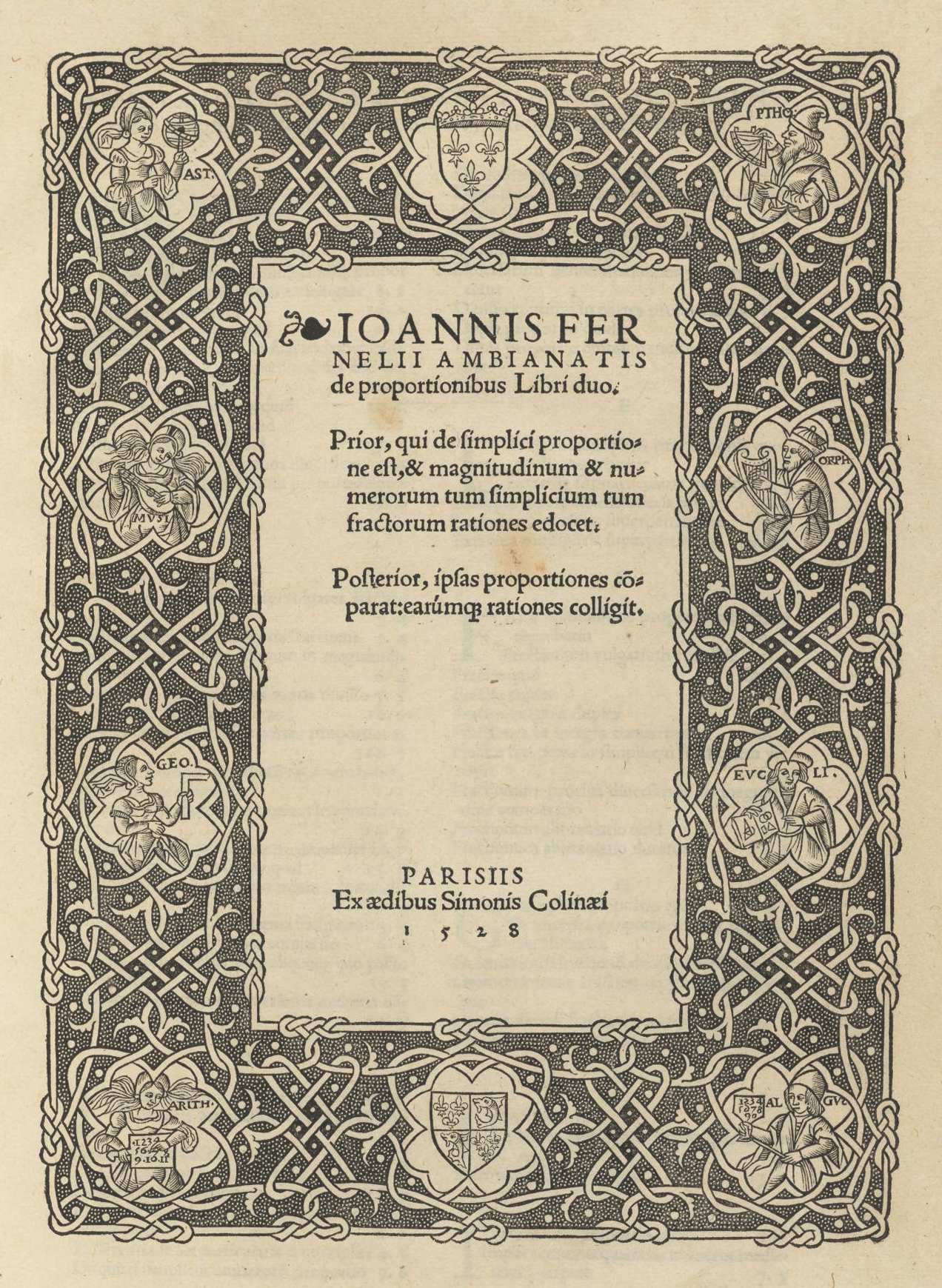
De proportionibus libri duo (1528)

- Cosmotheoria. 1528 (Volltext in der Google-Buchsuche). (Zur Gradmessung von 1525)
- De naturali parte medicinae, Paris 1542
- De abiditis rerum causis libri duo [„Über die verborgenen Ursachen der Dinge“]. Frankfurt am Main 1545; Neuausgabe ebenda 1581.
- Universa medicina (Physiologia, Pathologia, Therapeutice), 1567
- Therapeutices universalis libri septem, 1571
- Febrium curandarum methodus generalis, 1577
- De luis venereae curatione perfictissima liber, Antwerpen 1579.